# Hôtel de Nesle

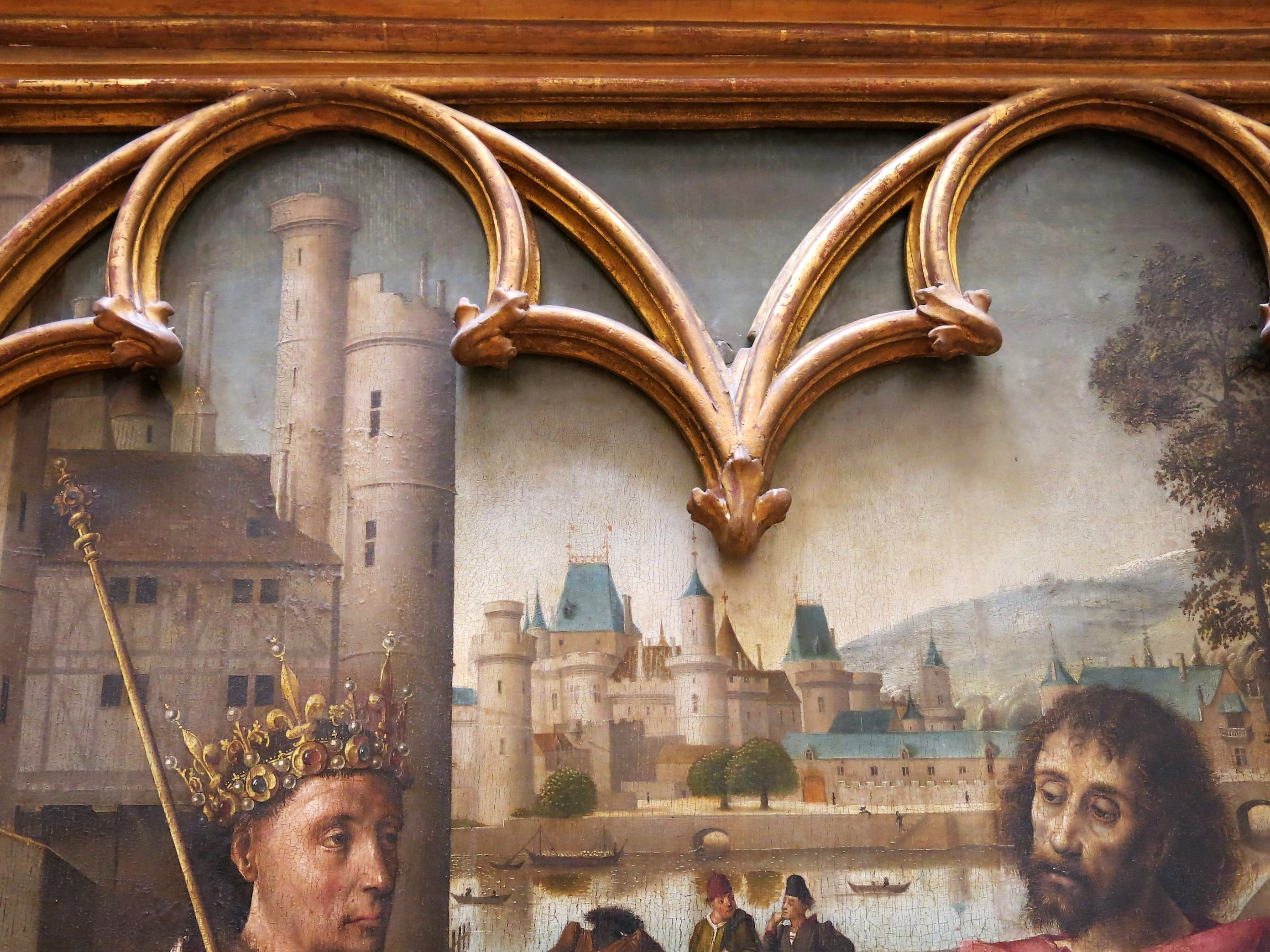
Tour de Nesle in primo piano in uno scorcio della Parigi medievale, dietro sono ben visibili il Castello del Louvre, i giardini e il complesso del Palais de la Cite

L'Hôtel de Nesle (Tour de Nesle in francese) fu un edificio turrito e fortificato sito nella cinta muraria di Parigi.
La torre era alta 25 metri e larga dieci, di base circolare. L'edificio fu costruito intorno al XIII secolo e, a partire dall'inizio del XIV secolo, Filippo IV la utilizzò come tesoreria reale. Sotto il suo regno fu ambientazione di uno scandalo che prese appunto il nome di "scandalo della torre di Nesle". Nel 1381 Carlo VI la regalò a suo zio Giovanni I duca di Berry, il quale l'abbellì e vi fece costruire un palazzo per rendere più comoda la residenza. Durante la guerra civile tra Armagnacchi e Borgognoni ospitò Isabella di Baviera, ora proprietaria dato che alla morte di Jean I dica di Berry era tornato nelle mani del re che preferì stavolta donare l'edificio a sua moglie. Durante le guerre di religione cadde in rovina, a tal punto che agli inizi del XVII secolo la torre vessava in condizioni di abbandono. Venne abbattuta nel 1665 sotto il regno di Luigi XIV. Al suo posto ora sorge la Bibliotheque Mazarine.